# 268-й отдельный пулемётно-артиллерийский батальон
268-й отдельный пулемётно-артиллерийский батальон — воинская часть Вооружённых сил СССР в Великой Отечественной войне.

## История
Формировался как 9-й ополченческий в школе № 10 на Партизанской улице (Большая Охта) в Ленинграде в начале июля 1941 года. Личный состав был набран из добровольцев Выборгской стороны
В составе действующей армии с 17 июля 1941 года по 13 ноября 1941 года.
4 июля 1941 года направлен для занятия укреплений Красногврадейского укреплённого района на рубеже деревень Поккизен-Пурское, Алля-Пурское и Юля-Пурское, в районе станции Тайцы — Пудость. Штаб батальона располагался в деревне Малая Ивановка. В первые бои вступил 20-22 августа 1941 года, проводил разведку боем.
Основные бои в полосе действий батальона разгорелись 8-10 сентября 1941 года, когда в наступление на доты и бронеколпаки, занимаемые батальоном, пошли части 6-й танковой дивизии. К 10 сентября 1941 года немецкие войска передовые отряды противника подошли вплотную к посёлку Тайцы со стороны Красного Села, с севера, и таким образом, батальон был в скором времени окружён, и по-видимому, оставив укрепления, разрозненно выходил к Ленинграду.
13 ноября 1941 года расформирован.

### Подчинение
| Дата       | Фронт (участок)     | Армия (район) | Корпус                              | Дивизия | Примечания |
| ---------- | ------------------- | ------------- | ----------------------------------- | ------- | ---------- |
| 01.08.1941 | Северный фронт      | -             | Красногвардейский укреплённый район | -       | -          |
| 01.09.1941 | Ленинградский фронт | 42-я армия    | Красногвардейский укреплённый район | -       | -          |
| 01.10.1941 | Ленинградский фронт | 42-я армия    | -                                   | -       | -          |
| 01.11.1941 | Ленинградский фронт | 42-я армия    | -                                   | -       | -          |